# Щавель сибирский
Щавель сибирский (лат. Rumex sibiricus) — вид травянистых растений рода Щавель (Rumex) семейства Гречишные (Polygonaceae).

## Ботаническое описание
Многолетние травянистые растения. Корневище стелющееся, на верхушке восходящее, выпускающее тонко-шнуровидные мочки 3—5 мм толщиной. Стебель прямостоячий, немного изгибистый или почти прямой, буровато-красноватый, 25—55 см высотой и в нижней части 3—4 мм толщиной. Листья ланцетовидные, к обоим концам постепенно заострённые, по краям нередко слегка волнистые, 6—12 см длиной и 5—15 см шириной, на черешках 1—4 см длиной.
Цветочные мутовки не подпёртые листьями, плотные, шаровидные, 5—10 мм в поперечнике, лишь на верхушках ветвей соцветия сближенные густыми кистями, ниже же расставленные на 3—15 мм и образующие в общем негустое, с более или менее отклонёнными ветвями, безлистное метельчатое соцветие 10—25 см длиной и 3—8 см шириной. Цветоножки сочленены при основании, 0,5—2 мм длиной. Наружные листочки околоцветника узкотреугольные, на кончике туповатые, вдвое короче внутренних, которые вначале продолговато-яйцевидные, кверху суженные, а при плодах яйцевидные, 2—3 мм длиной и около 1,5 мм, при плодах до 2 мм шириной, все три снабжены относительно крупными и толстыми продолговато-яйцевидными желвачками около 2 мм длиной и 1 мм шириной и толщиной.

## Распространение и экология
Сибирь, Дальний Восток России и Северная Америка (северо-запад). Встречается на приречных песках, галечниках, незатопляемых террасах, склонах.

## Синонимы
- Rumex angustifolius Engelm. ex Meisn. (1856), nom. inval.
- Rumex mexicanus var. angustifolius (Meisn.) B.Boivin (1966)
- Rumex mexicanus var. sibiricus (Hultén) B.Boivin (1966)
- Rumex salicifolius var. angustifolius Meisn. (1856)